# Elecciones de México de 2023
Las elecciones de México de 2023 son el conjunto de elecciones coordinadas por el Instituto Nacional Electoral (INE) y los Organismos Públicos Locales de Elecciones (OPLE) para renovar diversos cargos en dos entidades federativas de ese país en el año 2023.
Se erigirán los siguientes cargos de elección popular:
- 2 gubernaturas. Titulares del poder ejecutivo de sus respectivas entidades. Electos para un periodo de seis años, no reelegible en ningún caso.
- 25 diputados locales. Titulares de los escaños en los congresos locales de cada entidad. Electos para un periodo de tres años con posibilidad de una reelección inmediata.

Adicionalmente, hay una elección extraordinaria: 
- 1 senador. Miembro de la cámara alta del Congreso de la Unión. Un senador electo de manera directa por el estado de Tamaulipas. Electo para concluir el periodo de seis años que finaliza el 1 de septiembre de 2024 con posibilidad de reelección por un periodo adicional.

## Elecciones locales

### Elecciones para la gubernatura
Dos entidades tendrán elecciones en 2023 para escoger las gubernaturas: Coahuila y Estado de México.
|                                     |  | Con elección de gobernador (2) Sin elección de gobernador (30) |
| Elección por estado                 |  |                                                                |
| \| - Coahuila - Estado de México \| |  |                                                                |
| - Coahuila - Estado de México       |  |                                                                |

### Elecciones para diputaciones locales
Únicamente Coahuila votará por su congreso estatal en estas elecciones.

## Elecciones extraordinarias

### Elección al Senado de México en Tamaulipas
La elección extraordinaria al Senado de México en Tamaulipas de 2023 se llevarán a cabo el domingo 19 de febrero de 2023, organizada por el Instituto Nacional Electoral (INE). En ella se elegirá el cargo de Senador por Tamaulipas, luego que este quedara vacante debido a la licencia de Américo Villarreal Anaya y el fallecimiento de su suplente, Faustino López Vargas.